# Ken Follett
Ken Follett (n. 5 iunie 1949, Cardiff, Țara Galilor, Regatul Unit) este un scriitor britanic. Este cunoscut pentru numeroasele sale romane de gen thriller, de spionaj și istorice, dintre care multe au devenit bestselleruri.

## Viața și cariera
Ken Follett s-a născut într-o familie modestă. Tatăl lui era inspector fiscal. Părinții lui fiind membri ai cultului neoprotestant Plymouth Brethren, echivalentul Bisericii Creștine după Evanghelie, nu îi era permis să vadă emisiuni de televiziune, să asculte radio și să meargă la cinema, în schimb mama lui era o povestitoare deosebită, iar el citea mult, profitând de biblioteca publică.
Familia s-a mutat la Londra când viitorul scriitor avea zece ani. Și-a făcut studiile secundare fiind la început un elev mediocru, dar devenind treptat unul excelent. După terminarea studiilor secundare în 1967, a intrat la University College London, unde a studiat filosofia. Era o perioadă a mișcărilor studențești de extrema stângă din mai multe țări, la care participa și Follett, în principal împotriva războiului din Vietnam, îndepărtându-se în același timp de religie. S-a căsătorit foarte tânăr, după primul an de studenție, având primul copil în 1968. Și-a terminat studiile universitare în 1970, apoi a urmat un curs postuniversitar de jurnalism cu durata de trei luni.
A intrat în viața activă ca jurnalist stagiar la ziarul South Wales Echo din Cardiff, unde a lucrat timp de trei ani. A scris reportaje despre evenimente curente, s-a interesat de muzica pop, a luat interviuri unor vedete ca membrii formației Led Zeppelin sau Stevie Wonder.
În 1973 s-a întors la Londra ca jurnalist la ziarul Evening News. Interesându-se în continuare de politică, dar devenind mai moderat, de centru-stânga, a intrat în Uniunea Națională a Jurnaliștilor⁠(d) și în Partidul Laburist, fără să fie prea activ. În același an i s-a născut al doilea copil. Nefiind satisfăcut de evoluția carierei sale de jurnalist, a abandonat-o în 1974 și s-a angajat la mica editură Everest Books. În același timp a început să scrie romane, unele sub pseudonim, altele cu numele lui. Primul publicat a fost thrillerul The Big Needle (Acul cel mare), în SUA cu titlul The Big Apple (Mărul cel mare), în 1974. Cartea n-a avut prea mult succes, dar scriitorul s-a afirmat treptat cu mai multe romane care i-au apărut până în 1978, fără un succes deosebit. În acești ani a fost în contact cu agentul literar american Al Zuckerman, care îi dădea sfaturi utile pentru atragerea publicului larg.
Succesul, care a fost și internațional, a venit cu romanul de spionaj Eye of the Needle (Prin urechile acului). Acesta i-a adus și primul premiu literar, Premiul Edgar pentru cel mai bun roman, acordat de asociația Mystery Writers of America în 1979. În urma vânzării a peste 10 milioane de exemplare ale acestei cărți, Ken Follett a devenit bogat și s-a consacrat scrisului. În același an s-a mutat cu familia în sudul Franței, lângă Grasse, unde au locuit în cei trei ani următori. Când s-au întors în Anglia, s-au instalat în comitatul Surrey. A lucrat intens, și numeroasele sale cărți publicate ulterior s-au bucurat de asemenea de succes.
Ken Follett este activ în viața publică. A fost sau este membru a numeroase organizații care promovează educația, și a unora caritative. Continuă să fie membru al Partidului Laburist și să susțină acest partid.

### Viața particulară
Scriitorul a divorțat de prima soție și s-a căsătorit în 1985 cu Barbara Broer⁠(d), care a fost deputată laburistă din 1997 până în 2010, și ministru al egalității în 2007, în guvernul Gordon Brown. După aceea a devenit agentul literar al scriitorului. Locuiesc în comitatul Hertfordshire.
Scriitorul este pasionat de muzică și cântă la chitară bas într-o formație, fără să aibă un nivel de profesionist.

## Principalele opere

### Romane care nu fac parte din serii
- 1976 – The Modigliani Scandal (Scandalul Modigliani, 2008)[17];
- 1977 – Paper Money (Bani de hârtie, 2015);
- 1978 – Eye of the Needle (Prin urechile acului, 2009);
- 1979 – Triple (Triunghiul, 2018);
- 1980 – The Key to Rebecca (Codul „Rebecca”, 2018);
- 1982 – The Man from St. Petersburg (Omul din Sankt Petersburg, 2016);
- 1983 – On Wings of Eagles (Pe aripi de vultur, 2015);
- 1986 – Lie Down with Lions (Printre lei, 2015);
- 1991 – Night Over Water (Noaptea peste ocean, 2021);
- 1993 – A Dangerous Fortune (O avere periculoasa, 2009);
- 1995 – A Place Called Freedom (Un loc numit libertate, 2014);
- 1996 – The Third Twin (Al treilea geamăn, 2018);
- 1998 – The Hammer of Eden (Copiii Edenului, 2019);
- 2000 – Code to Zero (Codul Zero, 2018);
- 2001 – Jackdaws (O misiune riscantă, 2011);
- 2002 – Hornet Flight (Zbor periculos, 2023);
- 2004 – Whiteout (Alb infinit, 2008);
- 2021 – Never (Niciodată, 2021).

O parte din aceste cărți sunt romane de spionaj sau de acțiune plasate în timpul celui de-al Doilea Război Mondial, ca Prin urechile acului, Codul „Rebecca”, O misiune riscantă sau Zbor periculos. Altele sunt de actualitate pentru perioada începând cu anii 1970, precum Triunghiul, Printre lei, Al treilea geamăn sau Alb infinit.

### Serii
Scriitorul are două serii de romane istorice a căror acțiune este situată în epoci care se succed.

#### Seria Kingsbridge
Această serie acoperă perioada de la sfârșitul secolului al X-lea până la sfârșitul secolului al XIX-lea, mai ales în Anglia, dar și în unele țări din Europa Occidentală. Personajele sale principale sunt în parte descendenți ai celor din romanul situat în prima perioadă:
- 1989 – The Pillars of the Earth (Stâlpii pământului, 2009) este istoria construirii unei catedrale în orașul fictiv Kingsbridge, în secolul al XII-lea.
- 2007 – World Without End (O lume fără sfârșit, 2012) se plasează la 157 de ani după acțiunea romanului precedent. Apare în el începutul Războiului de 100 de ani și Moartea neagră.
- 2017 – A Column of Fire (Coloana de foc, 2017) se petrece de la mijlocul secolului al XVI-lea până la începutul celui de-al XVII-lea, cu intrigile politice din și dintre Anglia, Franța și Scoția, pe fondul conflictelor între protestanți și catolici.

În 2020, autorul revine înaintea perioadei Stâlpilor pământului cu romanul The Evening and the Morning (Și a fost seară, și a fost dimineață, 2020), adică la sfârșitul secolului al X-lea și începutul celui de-al XI-lea, cu raidurile  vikingilor asupra Angliei și fondarea orașului fictiv Kingsbridge.
În 2023, romanul The Armour of Light (Armele luminii, 2023) continuă seria cu perioada de la sfârșitul secolului al XVIII-lea la sfârșitul celui de-al XIX-lea, la Kingsbridge, pe fondul Revoluției franceze, al războaielor napoleoniene și al revoluției industriale.

#### Trilogia secolului
Aceste romane au ca fond istoria secolului al XX-lea:
- 2010 – Fall of Giants (Căderea uriașilor, 2020) își urmărește personajele începând cu anul 1911, prin Primul Război Mondial și Revoluția din Octombrie.
- 2012 – Winter of the World (Iarna lumii, 2019). În acest roman, personaje urmașe ale celor din primul evoluează în perioada interbelică, cu instaurarea puterii naziste, și în timpul celui de-al Doilea Război Mondial.
- 2014 – Edge of Eternity (Capătul veșniciei, 2019) este romanul perioadei Războiului Rece de după război.

## Adaptări

### Pentru cinema și televiziune
- 1981 – Eye of the Needle – film de cinema germano-britanic[18];
- 1985 – The Key to Rebecca – film de televiziune american;
- 1986 – On Wings of Eagles – miniserial american în două episoade;
- 1994 – Lie Down with Lions – film de televiziune britanico-american;
- 1997 – The Third Twin – film de televiziune canadian;
- 2010 – Eisfieber (Whiteout) – film de televiziune german;
- 2011 – The Pillars of the Earth – miniserial germano-canadian în opt episoade;
- 2012 – World Without End – miniserial germano-canadiano-britanic în opt episoade;
- 2016 – Die Pfeiler der Macht (A Dangerous Fortune) – miniserial german în două episoade.

### Musicaluri
- 2016 – musicalul danez Jordens Søjler, după romanul The Pillars of the Earth[18];
- 2019 – musicalul danez Den Evige Ild, după romanul A Column of Fire;
- 2020 – începutul producerii musicalului spaniol Los Pilares de la Tierra, după The Pillars of the Earth[19].

### Alte adaptări
Au fost realizate două jocuri video după The Pillars of the Earth și câte unul după World Without End și A Column of Fire.
În 2023 a apărut în Franța primul volum din banda desenată Les Piliers de la Terre (The Pillars of the Earth), prevăzut să se continue cu alte cinci volume.

## Distincții
- 1979 – Premiul Edgar al Mystery Writers of America pentru Eye of the Needle[22];
- 1994 – membru al University College London[22].
- 1999 – Premiul Bancarella⁠(d) (Italia) pentru Hammer of Eden[23];
- 2003 – Premiul Literar Corine⁠(d) (Germania) pentru Jackdaws[22];

– Premiul Audie⁠(d) (SUA) pentru Jackdaws;
- 2007 – doctor honoris causa în literatură al University of Glamorgan⁠(d)[22];

– doctor honoris causa al Saginaw Valley State University⁠(d) (Michigan);
- 2008 – doctor honoris causa al University of Exeter⁠(d)[22];

– Premiul Olaguibel al Colegiului Oficial „Vasco Navarro” al Arhitecților (Spania), pentru promovarea arhitecturii;
- 2010 – Premiul Maestru al thrillerului, al International Thriller Writers⁠(d) (Canada)[26];
- 2011 – membru al societății Literature Wales⁠(d) (fostă Welsh Academy)[22];
- 2013 – Premiul Mare maestru al Mystery Writers of America[22];

– Premiul Qué Leer de los lectores (Spania) pentru Winter of the World;
- 2018 – membru al Royal Society of Literature⁠(d)[28];

– doctor honoris causa al University of Hertfordshire⁠(d);
– Ordinul Imperiului Britanic în grad de comandor;
- 2019 – Ordinul Artelor și Literelor⁠(d) în grad de ofițer (Franța)[22].